# Zelandobius unicolor
Zelandobius unicolor är en bäcksländeart som beskrevs av Tillyard 1923. Zelandobius unicolor ingår i släktet Zelandobius och familjen Gripopterygidae. Inga underarter finns listade i Catalogue of Life.